# Maytenus elaeodendroides
Maytenus elaeodendroides är en benvedsväxtart som beskrevs av August Heinrich Rudolf Grisebach. Maytenus elaeodendroides ingår i släktet Maytenus och familjen Celastraceae. Inga underarter finns listade.